# Synopsidia alvandi
Synopsidia alvandi là một loài bướm đêm trong họ Geometridae.